# 走在陽光裡
【走在陽光裡】是歌手林慧萍的第九張個人專輯，歌林唱片1986年1月31日發行。

## 專輯曲目
| 曲序 | 曲名         | 作詞   | 作曲           | 編曲   | 長度 | 備註                                                                  |
| 01   | 走在陽光裡   | 趙曉君 | 陳復明         | 陳玉立 | 4:35 | 張清芳翻唱；收錄於〈雙陳故事〉 錦繡二重唱翻唱；收錄於〈錦鏽羅曼史II〉 |
| 02   | 醉酒         | 陳秀男 | 陳秀男         | 丹尼   | 3:37 |                                                                       |
| 03   | 情鍾         | 張錫雍 | 陳進興         | 丹尼   | 3:42 |                                                                       |
| 04   | 七夕行       | 鄭柏秋 | 鄭柏秋         | 丹尼   | 4:33 | 陳進興更名為陳品                                                      |
| 05   | 請輕輕入夢   | 楊明煌 |                | 丹尼   | 3:37 |                                                                       |
| 06   | 溫馨的世界   | 陳美威 | 陳美威         | 丹尼   | 3:02 |                                                                       |
| 07   | 重疊相思     | 林秋離 | 熊美玲         | 丹尼   | 4:39 |                                                                       |
| 08   | 我們的寶典   | 鍾湖濱 | 呂子厚         | 丹尼   | 3:29 | 公視『我們的寶典』主題曲                                              |
| 09   | 揮不去的你   | 成鳳   | 黃仁清         | 丹尼   | 4:12 |                                                                       |
| 10   | 十一月的陽光 | 張尚喬 | 鈴木キサブロー | 丹尼   | 4:33 | 原唱為岡本舞子的<十一月のソフィア>                                    |

## 專輯版本
- 黑膠唱片
  - 1986年1月31日歌林唱片發行
- 卡帶
  - 1986年1月31日歌林唱片發行
- CD
  - 2000年6月5日歌林天龍發行
  - 2007年8月1日飛躍製作；喜瑪拉雅唱片發行